# Bodysnatchers
Bodysnatchers è un singolo dei Radiohead, estratto dall'album In Rainbows. La canzone fu pubblicata nel maggio del 2008 come parte di un disco promozionale insieme a House of Cards.

## Tracce
1. House of Cards (Radio Edit)
2. Bodysnatchers

## Classifiche
| Classifica (2008)         | Posizione massima |
| ------------------------- | ----------------- |
| Stati Uniti (alternative) | 8                 |